# Union County, Pennsylvania
Union County är ett administrativt område i delstaten Pennsylvania i USA. År 2010 hade county 44 947 invånare. Den administrativa huvudorten (county seat) är Lewisburg, som också är största kommunen.

## Politik
Union County tenderar att rösta på republikanerna i politiska val. Republikanernas kandidat har vunnit rösterna i countyt i samtliga presidentval under de senaste hundra åren. Den senaste presidentkandidaten för demokraterna som lyckats vinna countyt är Andrew Jackson 1828.

## Geografi
Enligt United States Census Bureau har countyt en total area på 821 km². 820 km² av den arean är land och 1 km² är vatten.

### Angränsande countyn
- Lycoming County - norr
- Northumberland County - öst
- Snyder County - söder
- Mifflin County - sydväst
- Centre County - väst

### Orter
- Hartleton
- Lewisburg (huvudort)
- Mifflinburg
- New Berlin